# Остеокласт
Остеокласти — великі багатоядерні клітини, які руйнують кістку і хрящ. Хрящова тканина піддається процесові руйнування, усмоктування і замість неї утворюються, при участі остеобластів, кісткова тканина; процес цей може йти як з поверхні хряща, від його зовнішньої оболонки (перихондрія), що перетворюється потім в окістя, так і усередині його. Остекласти мають багато протеолітичних ферментів, мітохондрій, лізосом і вакуоль. У них добре виражений комплекс Гольджі. Остеокласти відносять до макрофагів.